# 八戸市立白鴎小学校
八戸市立白鴎小学校（はちのへしりつ はくおうしょうがっこう）は、青森県八戸市白銀町にある公立小学校。

## 概要
- 本校は、1970年に白銀小学校から分離・独立した学校である。
- 主な進学先は、白銀中学校と白銀南中学校。

## 沿革
- 1970年（昭和45年）
  - 4月1日 - 設立。
  - 4月6日 - 開校式挙行。
  - 6月10日 - 校章制定。
  - 10月18日 - 校旗樹立。
  - 10月21日 - 校歌制定。
- 1988年（昭和63年）3月31日 - 白銀南小学校を分離。
- 1989年（平成元年）10月29日 - 創立20周年記念及び校舎改築・改修落成記念式典挙行。
- 2019年（令和元年）10月25日 - 創立50周年記念式典挙行。

## 学区
- 岬台地区

## アクセス
- JR東日本八戸線白銀駅から
  - 徒歩で約870m・徒歩約16分。
  - 車で約890m・約2分。
- 八戸市営バス「ユニバース白銀店前」バス停下車後、徒歩約250m・約4分。

## 周辺
- 社会福祉法人清水会しみず保育園
- 白銀コスモ歯科医院
- 社会福祉法人一好会すみれ保育園
- 八戸市庁福祉部・福祉事務所白銀児童館

## 参考資料
- 『青森県教育史 別巻』（青森県教育委員会・1973年12月20日発行）「学校沿革 小学校」720頁「白鴎小学校」